# Academia Nacional del Judeoespañol
La Academia Nacional del Judeoespañol (propio: Akademia Nasionala del Ladino, o ANL, en Hebreo: האקדמיה הלאומית הישראלית ללאדינו) es la institución responsable del estudio y el asesoramiento del uso del idioma ladino, sefardí o judeoespañol en Israel. Colabora con la Autoridad Nasionala del Ladino, también con sede en Israel, establecida por el gobierno israelí en los años 1990.
La creación de la academia fue generalmente vista como un hito en la comunidad de habla ladina, ya que marcó el punto en que la Real Academia Española (RAE) reconoció al ladino como una lengua igual a otros dialectos españoles.

## Historia
En la década de 2010, hubo iniciativas académicas, gubernamentales y culturales para preservar la moribunda lengua ladina. Ethnologue estimó que había más de 130.000 hablantes de ladino en el mundo, la mayoría de los cuales vivían en Israel. Otras fuentes estimaron que había entre 60.000 y 400.000 hablantes. Sin embargo, muchos hablantes nativos eran mayores y no transmitieron el idioma a sus hijos.
La creación de la Academia Nacional de Juedeoespañol fue rubricada por expertos en judeoespañol en una convención organizada por la RAE, con la finalidad de proteger este idioma. La decisión se dio a conocer en el marco de la convención académica del judeoespañol.

Es un momento muy emotivo, porque repara un error histórico y establece una nueva alianza con España.
Presidente de la Fundación Hispanojudía, David Hatchwell

El Pleno de la RAE en 2015 eligió a ocho académicos correspondientes especialistas en judeoespañol. La RAE tomó así en consideración la importancia de mantener vivo el judeoespañol, lengua hablada por las comunidades judías descendientes de hebreos que vivieron en la península ibérica hasta su expulsión en 1492, conocidos desde entonces como sefardíes.
Según el artículo 26 de los estatutos de la Asociación de Academias de la Lengua Española (ASALE), para que una Academia pueda ingresar en la Asociación tendría que «tener carácter nacional y no regional; contar entre sus fundadores con al menos tres académicos correspondientes de las Academias asociadas, y que sus estatutos sean similares en propósitos a los de las demás Academias.
En 2017, la RAE anunció planes para crear una academia ladina en Israel junto con las 23 academias existentes en países de habla hispana que forman la Asociación de Academias de la Lengua Española (ASALE) de la RAE. El propósito declarado de la organización sería preservar el ladino y proteger su herencia lingüística y cultural.La academia requeriría reconocimiento y financiación del gobierno israelí.
El 20 de febrero de 2018 se acuerda la constitución, de una Academia Nacional del Judeoespañol en el Estado de Israel, correspondiente de la RAE.
El pleno de la RAE acordó por unanimidad el 3 de octubre de 2019 aprobar la constitución de la Academia Nacional del Judeoespañol (Ladino) en Israel como correspondiente de la RAE.
En enero de 2020 tuvo lugar la primera asamblea plenaria de los 22 académicos de la institución, que eligieron como presidenta a la profesora emérita Ora R. Schwarzwald.
El 9 de diciembre de 2020, ANL celebró su evento público en Jerusalén. El acto contó con la presencia de la ministra de Asuntos Exteriores de España, Arancha González Laya, y contó con un mensaje del presidente israelí, Reuven Rivlin.

## Significado
El establecimiento de la academia fue visto como otra medida del gobierno español para compensar la expulsión de los judíos de España en 1492, tras la oferta de ciudadanía española a los sefardíes descendientes de judíos expulsados de España.